# Бєляков Сергій Валерійович
Сергій Валерійович Бєляков (рос. Сергей Валерьевич Беляков; 21 вересня 1987, м. Москва, СРСР) — російський хокеїст, нападник. Виступає за «Титан» (Клин) у Вищій хокейній лізі.
Вихованець хокейної школи «Крила Рад» (Москва). Виступав за «Крила Рад» (Москва), ХК МВД, «Кристал» (Електросталь), «Молот-Прикам'я» (Перм), «Октан» (Перм), ХК «Рязань», «Динамо» (Балашиха).